# Per Olof Hallqvist
Per-Olof (Per Olof) Henning Hallqvist, född 25 september 1931 i Hammarlövs församling i Malmöhus län, död 4 maj 2024 i Östra Torns distrikt i Skåne län, var en svensk militär och företagsledare.

## Biografi
Hallqvist avlade officersexamen vid Krigsskolan 1954 och utnämndes i februari 1955 till fänrik vid Skånska pansarregementet. Han befordrades 1964 till kapten och studerade 1964 vid US Army Command and General Staff College. Han var 1965–1966 sektionschef vid staben i I. militärområdet (som 1966 bytte namn till Södra militärområdet), där han 1967–1970 var avdelningschef. År 1970 befordrades han till major och var chef för Organisationsavdelningen vid Arméstaben 1970–1974. Han befordrades till överstelöjtnant 1972 och deltog som överste och bataljonschef 1973–1974 i UNEF II. Därefter var han ställföreträdande sektionschef vid Göta livgarde 1974–1975. Han befordrades till överste 1975 och var chef för Operationsledning 1 vid Försvarsstaben 1975–1976. Han inträdde på reservstat 1976.
Åren 1976–1980 var han sjukhusdirektör i Lund. Han var 1980–1982 direktör vid Philips/L.M. Ericsson Joint Venture i Saudiarabien och 1982–1992 direktör vid UNRWA. Därefter var han chef för Administrativ Service i United Nations Protection Force i Kroatien 1992–1993. Han var tillförordnad Chief Administrative Officer vid FN:s fredsbevarande styrkor i Rwanda 1993–1994.
Per Olof Hallqvist invaldes som ledamot av Kungliga Krigsvetenskapsakademien 1972.
Per Olof Hallqvist var son till rektorn filosofie doktor Henning Hallqvist och småskollärarinnan Tyra Willner. Han gifte sig 1958 med talpedagogen Gunilla (Ninna) Hasselström (född 1932). Han är gravsatt på Vitaby kyrkogård.